# Aeroporto de In Amenas
O Aeroporto de In Aménas (IATA: IAM, ICAO: DAUZ) é um aeroporto que opera a partir da cidade de In Aménas, na Argélia, país no Norte da África.

## Linhas aéreas e conexões
- Air Algérie (Argel, Annaba, Constantine, Oran, Ouargla)
- Tassili Airlines (Argel, Hassi Messaoud)